# Negatief parlementarisme

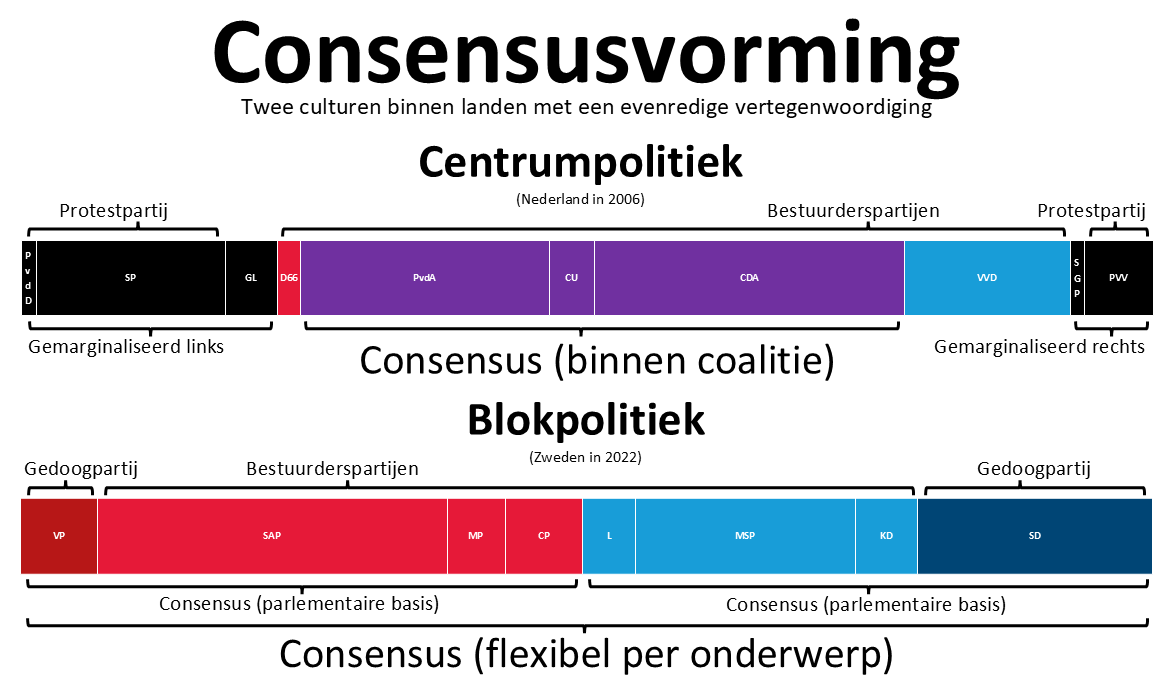
Voorbeelden van negatief parlementarisme (blokpolitiek in Zweden) en positief parlementarisme (centrumpolitiek in Nederland).

Bij negatief parlementarisme kan een regering blijven regeren zolang er geen parlementaire meerderheid tegen haar is. Een totale machtswisseling treedt op wanneer de oppositie een meerderheid verwerft na verkiezingen of wanneer er een motie van wantrouwen wordt aangenomen. Het fenomeen ligt ten grondslag aan de blokpolitiek in Scandinavië en werd voor het eerst beschreven in 1993 door de Zweedse politicoloog Torbjörn Bergman.
In tegenstelling tot positief parlementarisme, dat na elke verkiezing expliciete steun van een parlementaire meerderheid vereist, biedt negatief parlementarisme vrijheid in de relatie tussen regering en oppositie. Een parlementaire basis zorgt voor de stabiliteit die minderheidsregeringen mogelijk maakt en bevordert flexibele samenwerking doordat regeringen per voorstel wisselende meerderheden kunnen vinden in het parlement. Het systeem draagt bij aan inclusieve besluitvorming en diverse democratische beleidsrepresentatie. 
De balans tussen beide systemen wordt beïnvloed door historische, culturele en institutionele factoren, wat leidt tot unieke politieke dynamieken die variëren per land. Nederland kent een politiek-culturele traditie van positief parlementarisme, terwijl het institutionele kader ruimte biedt voor negatief parlementarisme.

## Kenmerken

### Installatie van de regering
In een systeem van negatief parlementarisme hoeft een nieuwe regering bij installatie geen expliciete vertrouwensstemming te winnen, zoals gebruikelijk is bij positief parlementarisme. In plaats daarvan volstaat het dat er geen meerderheid in het parlement is die zich actief tegen de installatie van het kabinet verzet. Dit maakt een formatie overbodig wanneer een zittende regering een verkiezing wint. Wanneer er wel een machtwisseling plaatsvindt is de formatie van een nieuwe regering doorgaans weinig complex en tijdrovend, omdat er geen langdurige onderhandelingen nodig zijn om brede parlementaire steun te verzekeren. Het ontbreken van een verplicht akkoord of meerderheid bij aanvang biedt regeringen bovendien meer flexibiliteit in hun beleid, omdat ze per voorstel kunnen zoeken naar wisselende meerderheden in het parlement.

### Val van de regering
Een kabinet blijft aan totdat een meerderheid van het parlement een motie van wantrouwen indient en deze wordt aangenomen. Dit betekent dat niet alleen partijen die tot het oppositieblok behoren, maar ook partijen die normaal gesproken de regering gedogen of steunen, zo’n motie zouden moeten steunen om het kabinet te laten vallen. Deze eis zorgt ervoor dat een kabinet doorgaans stevig in het zadel zit, omdat het afhankelijk is van actieve actie van een meerderheid om te worden weggestemd, in plaats van simpelweg het verlies van een meerderheid aan actieve steun, zoals bij positief parlementarisme het geval kan zijn.

### Blokpolitiek
Negatief parlementarisme bevordert blokpolitiek, waarbij ideologisch verwante partijen zich organiseren in duidelijke en herkenbare blokken. Dit systeem moedigt partijen aan om gezamenlijk een meerderheid te vormen, omdat alleen een verenigd blok de macht kan overnemen van een zittende regering. Regeringspartijen kunnen rekenen op actieve of passieve steun van hun parlementaire basis, wat een pragmatische samenwerking tussen partijen mogelijk maakt zonder dat deze altijd in een formele coalitie hoeven samen te werken. Verkiezingswinst wordt doorgaans behaald door het blok dat erin slaagt een parlementaire meerderheid te vormen, wat de machtswisseling overzichtelijk en voorspelbaar maakt.

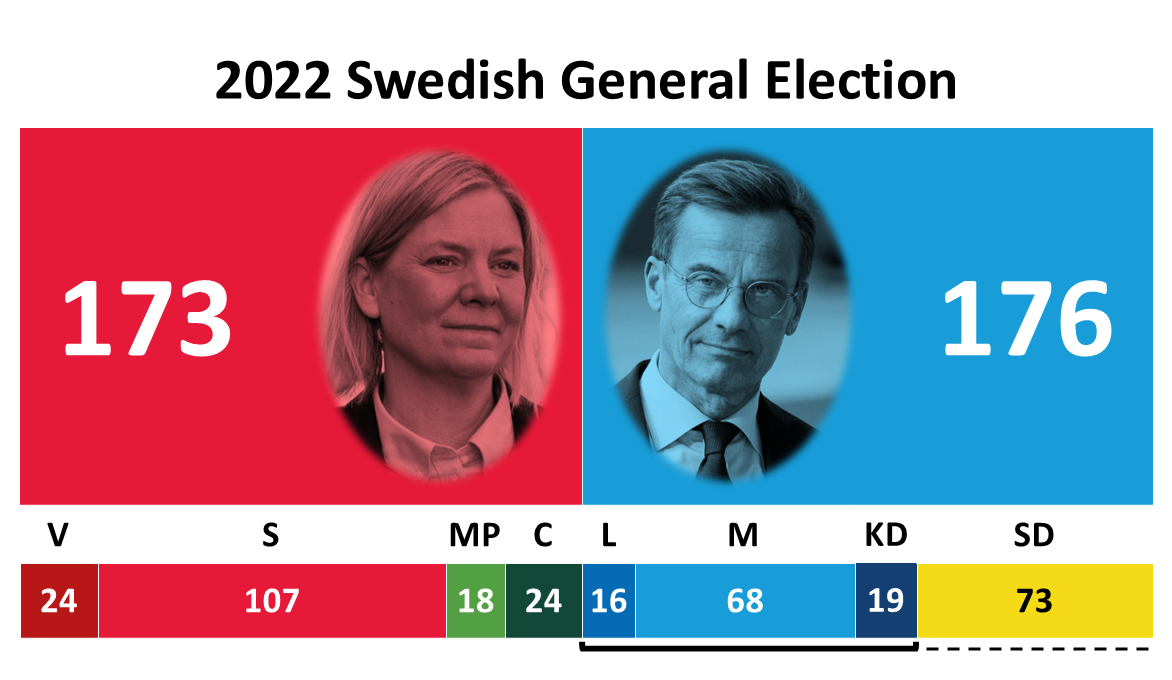
Bij de Zweedse parlementsverkiezingen in 2022 konden de partijen uit het 'burgerlijke' blauwe blok een minderheidsregering vormen omdat het rood-groene blok deze niet weg kon stemmen.

## Bestuurscultuur en politieke dynamiek

### Flexibiliteit en samenwerking
Negatief parlementarisme creëert een bestuurscultuur waarin flexibiliteit en ad-hoc-samenwerking centraal staan, wat leidt tot een dynamische en pragmatische politieke dynamiek. De open structuur van minderheidscoalities en de afwezigheid van gedetailleerde afspraken bieden ruimte om besluiten te baseren op daadwerkelijke meerderheden in het parlement. Dit staat in contrast met positief parlementarisme, waar coalities doorgaans gebaseerd zijn op uitgebreide akkoorden die tijdens langdurige formaties worden vastgesteld. Hierdoor kunnen besluiten worden genomen die slechts door een minderheid van het parlement gedragen worden, omdat coalitieafspraken prioriteit krijgen boven de daadwerkelijke meerderheid in het parlement. Omgekeerd kunnen voorstellen met brede parlementaire steun worden geblokkeerd als deze door een coalitiepartner worden afgewezen en niet in het coalitieakkoord worden opgenomen.

### Rol van de oppositie
In landen met negatief parlementarisme speelt de oppositie een proactieve en invloedrijke rol. Doordat regeringen afhankelijk zijn van wisselende meerderheden, kan de oppositie regelmatig bijdragen aan het vormgeven van beleid door steun te geven aan specifieke wetsvoorstellen. Dit bevordert flexibele samenwerking en stimuleert een open parlementair debat. Tegelijkertijd is het zeldzaam dat de oppositie een brede coalitie vormt om een regering weg te stemmen, omdat dit samenwerking over ideologische lijnen heen vereist. Het blokdenken biedt echter een strategisch voordeel: door zich te organiseren als coherent ideologisch blok kunnen oppositiepartijen gezamenlijk en doelgericht de macht overnemen. Dit staat in contrast met positief parlementarisme, waar oppositiepartijen vaak structureel gemarginaliseerd zijn en nauwelijks invloed uitoefenen op regeringsbeleid. Hier domineren rigide coalitieakkoorden de besluitvorming, en is machtswisseling vaak beperkt tot een rotatie van partijen binnen het politieke midden.

## Vergelijking met positief parlementarisme

### Tabel: Belangrijkste verschillen
| Kenmerk                | Negatief parlementarisme                             | Positief parlementarisme                         |
| ---------------------- | ---------------------------------------------------- | ------------------------------------------------ |
| Installatie regering   | Geen expliciete stemming nodig                       | Expliciete parlementaire goedkeuring vereist     |
| Val van de regering    | Absolute meerderheid nodig voor motie van wantrouwen | Verlies van actieve meerderheid leidt tot val    |
| Stemonthoudingen       | Gebruikelijk, strategisch ingezet                    | Ongebruikelijk, door nadruk op fractiediscipline |
| Dominante kabinetsoort | Minderheidskabinetten                                | Meerderheidskabinetten                           |
| Regeringsvorming       | Snel en pragmatisch                                  | Langdurig, met nadruk op brede coalities         |
| Politieke dynamiek     | Wisselende ad-hoc-meerderheden                       | Stabiliteit door vaste regeringscoalitie         |
| Oppositiestructuur     | Ideologisch en blokgericht                           | Versnipperd en competitiegericht                 |

### Voorbeeldlanden
Negatief parlementarisme komt voor in de landen Denemarken, Noorwegen, IJsland, Frankrijk, Oostenrijk en Nederland. De landen Zweden en Portugal vormen een tussencategorie en kennen deels negatief parlementarisme. Positief parlementarisme is daarentegen typerend voor landen zoals Duitsland ,België en Ierland, waar brede coalities en expliciete parlementaire steun de norm zijn.

## Gevolgen voor de democratie

### Representatie en invloed van de kiezer
Negatief parlementarisme vergroot de inclusie van diverse partijen in het besluitvormingsproces doordat regeringen afhankelijk zijn van wisselende meerderheden per beleidskwestie. Dit stelt ook kleinere partijen in staat invloed uit te oefenen, wat democratische representatie versterkt en samenwerking over ideologische grenzen bevordert. Daarentegen zorgt de duidelijke scheiding tussen de regerings- en oppositieblokken voor heldere politieke keuzes, wat het gevoel van invloed bij kiezers vergroot en hen een sterker beeld van hun politieke keuzes geeft tijdens verkiezingen.

### Polarisatie
Negatief parlementarisme helpt polarisatie te dempen, omdat het partijen snel verantwoordelijk maakt voor beleid wanneer zij (gedoog)steun verlenen aan een regering of specifieke wetsvoorstellen. Dit maakt het moeilijker voor partijen om anti-establishmentretoriek te handhaven zonder hun geloofwaardigheid te verliezen. In landen met negatief parlementarisme ligt het dominante conflict doorgaans tussen een rood-groen blok (progressieve en sociaaldemocratische partijen) en een burgerlijk blauw blok (liberale en conservatieve partijen), wat de focus legt op economische tegenstellingen zoals marktwerking, belastingen, herverdeling en overheidsuitgaven, in plaats van op culturele tegenstelling zoals nationalisme versus kosmopolitisme en volk versus elite.